# 琵琶琴元祖四宮大明神
琵琶琴元祖四ノ宮大明神（びわことがんそしのみやだいみょうじん）は、京都府京都市山科区泉水町にある神社。

## 歴史
創建は不明であるが琵琶法師達に琵琶の祖として人康親王が祀られたのが始まりとされる。人康親王は二十八歳の時に眼病を患っており、その時に移り住んだ山科の四ノ宮で同じく目の見えない三井寺の法師達に琵琶を教えた。法師達は琵琶演奏を生業とできるまでになり琵琶法師という職が確立されたという。そして、その功績を称えて琵琶法師達が親王ゆかりの地に社を築いたのである。江戸時代には親王の命日である5月5日に社前で法要が執り行われた記録が残っている。2014年には社殿の修復工事が行われている。

## 四ノ宮泉水町広場
社殿のある場所は四ノ宮泉水町広場と呼ばれる場所で昔、親王が眼病を患い山科に来た頃、その悔しさに泣きながら足をこすると泉が湧いたとされ泉水町の地名の由来にもなっている。現在もこの場所には御足摺池（おあしずりいけ）と呼ばれる泉が残っている。
広場には他にも
- 行者神変大菩薩:三井寺の再興者円珍が信仰した修験道の祖である役行者が祀られ石像が安置される。
- 京都石仏不動明王:円珍派が受け継いだ三井寺金色不動明王信仰からこの地に安置された石仏。
- 京都石仏大日如来:不動明王が大日如来の化身とされることから不動明王の対として祀られたと考えられる。
- 京都石仏地蔵尊:松村輿三郎が再興した際に諸羽山や周辺から集め祀ったとされる

広場は現在、三井寺（園城寺）の所有で飛び地ということになっている。

## ご利益
目の神様であるとされ眼病に効くとされている。他にも琵琶法師の元祖であることから音楽、芸能にもご利益があるとされている。

## 祭神
- 天世命（あまよのみこと）:人康親王のこと
- 月世命（つくよのみこと）:琵琶法師たち
- 稲荷大明神